# Hubert Henry Norsworthy
Hubert Henry Norsworthy (1885 – 18 agosto 1961) è stato un organista inglese.

## Biografia
È nato a Haverigg, Millom a Cumberland nel 1885, era il figlio di John Henry Norsworthy e Annie Dawson.
Durante la prima guerra mondiale prestò servizio nella Royal Engineers.
Si sposò Paulina Dickinson nel 1920.
Morì a Lancaster il 18 agosto 1961 e fu sepolto nel cimitero comunale di Skerton.

## Lavori
- Organista di Hexham Abbey 1918
- Organista della chiesa di San Luca, Derby 1933[1] - 1942

## Composizioni
- Canzone nuziale per organo (1905)
- Reverie in re bemolle per Organo (1907)
- Gavotte per Pianoforte (1907)
- Meditazione per Organo (1908)
- Chanson romantique per organo (1908)
- Una canzone d'addio (1912)
- Priel (1913)